# Box Car Racer
Box Car Racer — американський гурт з міста Сан-Дієго, заснований у 2002 році. Це був сторонній проєкт Тома ДеЛонга та Тревіса Баркера з гурту Blink-182. Метою створення колективу було бажання експериментувати зі звучанням, яке не вписувалось у формат Blink-182. Гурт записав тільки один студійний альбом та провів одне концертне турне, яке тривало з 25 жовтня по 26 листопада 2002 року. Після цього гурт припинив існування, а учасники колективу повернулись до своїх гуртів. Проєкт Тома ДеЛонга Angels & Airwaves є наступником Box Car Racer.
Гурт було засновано під час перерви у концертному турі Blink-182. Європейський тур колективу був скасовано через атаки 11 серпня 2001, та перенесений на початок 2002 року. Проте й цей тур було скасовано через проблеми Тома ДеЛонг зі спиною. Згідно зі словами Тома, гурт виник через «нудьгу» та був створений «на кілька днів заради розваги». Сама ідея створити гурт виникла у Тома під час гри на акустичній гітарі під час запису альбому Take Off Your Pants and Jacket.
Спочатку, гурт планували назвати «The Kill», а студійний альбом повинен був називатись Et Tu, Brut.
Сама назва Box Car Racer походила від гурту у якому недовго грав Тревіс Баркер після закінчення школи. Тому ДеЛонгу назва сподобалась, проте вона нагадувала назву Bockscar, бомбардувальника B-29, який скину атомну бомбу на Нагасакі. Часто назву плутали та замість Bockscar писали Boxcar.
Запис альбому гурт розпочав у грудні 2001. Джері Фінн виступив продюсером платівки.

## Дискографія

### Альбоми
| Рік  | Назва                                                                                           | Найвище досягнення у чартах | Найвище досягнення у чартах | Найвище досягнення у чартах | Найвище досягнення у чартах | Найвище досягнення у чартах | Найвище досягнення у чартах | Сертифікат    |
| Рік  | Назва                                                                                           | US                          | AUS                         | CAN                         | GER                         | IRL                         | UK                          | Сертифікат    |
| ---- | ----------------------------------------------------------------------------------------------- | --------------------------- | --------------------------- | --------------------------- | --------------------------- | --------------------------- | --------------------------- | ------------- |
| 2002 | Box Car Racer - Released: May 21, 2002 - Label: MCA (112894) - Formats: CD, Грамофонна платівка | 12                          | 30                          | 7                           | 89                          | 49                          | 27                          | - CAN: Золото |

### Сингли
| Рік                                       | Назва       | Найвище досягнення у чартах | Найвище досягнення у чартах | Найвище досягнення у чартах | Альбом        |
| Рік                                       | Назва       | US                          | US Alt.                     | UK                          | Альбом        |
| ----------------------------------------- | ----------- | --------------------------- | --------------------------- | --------------------------- | ------------- |
| 2002                                      | «I Feel So» | 120                         | 8                           | 41                          | Box Car Racer |
| 2003                                      | «There Is»  | —                           | 32                          | —                           | Box Car Racer |
| «—» denotes a release that did not chart. |             |                             |                             |                             |               |